# سارة كورتيس
سارة كورتيس (بالإنجليزية: Sarah Curtis)‏ هي جغرافية بريطانية، ولدت في 31 أكتوبر 1954.